# Erowid
Erowid, também chamado de Erowid Center, é uma organização educacional sem fins lucrativos que fornece informações sobre plantas e produtos químicos psicoativos. Também fornece informações sobre atividades e tecnologias que podem produzir estados alterados de consciência, como meditação, sonhos lúcidos, estimulação magnética, estimulação magnética transcraniana e neuroestimulação.
A Erowid documenta substâncias legais e ilegais, informando seus efeitos positivos, neutros e negativos. As informações no site da Erowid são coletadas de diversas fontes, incluindo de artigos publicados, de especialistas da área de pesquisas sobre drogas e das experiências do público em geral. Erowid atua como uma editora de novas informações, bem como uma biblioteca para a coleção de documentos e imagens publicadas.

## História
Erowid foi fundada em abril de 1995 como uma pequena empresa, e o website deles foi criado seis meses depois. O nome "Erowid" foi escolhido para refletir a filosofia declarada da organização, que são os fins educativos. Usando raízes linguísticas proto-indo-europeias, "Erowid" significa  algo como "sabedoria da Terra".
Em 2005, foi formada a organização sem fins lucrativos – do tipo 501(c)(3) – "Erowid Center". A organização é apoiada por doações e seu site é livre de anúncios. Embora o foco principal esteja no site, o Erowid Center também fornece pesquisa e dados para outras organizações que promovem redução de danos, saúde e educação. A organização está sediada no norte da Califórnia.
Fire Erowid e Earth Erowid são os apelidos dos dois criadores do site. Ambos trabalham em tempo integral no projeto, promovendo conjuntamente palestras e conferências, produzindo pesquisa original e contribuindo para a pesquisa enteogênica. De acordo com o site, a visão dos criadores inclui um "mundo em que as pessoas tratam os psicoativos com respeito e conscientização; onde as pessoas trabalham juntas para coletar e compartilhar conhecimento de maneiras que fortaleçam a compreensão delas mesmas e forneçam informações sobre as escolhas complexas enfrentadas pelos indivíduos e sociedades".
A missão do Erowid Center é fornecer e facilitar o acesso a informações objetivas, precisas e sem julgamento relacionadas a plantas psicoativas, substancias químicas, tecnologias e questões relacionadas. De acordo com um estudo, "Erowid é um recurso confiável para informações sobre drogas - tanto as informações positivas como as negativas" e o Erowid é amplamente citado em todo o mundo por autores de livros, revistas científicas de medicina, jornais, revistas, cineastas, rádio e TV, estudantes de doutorado, sites, e outros produtores de mídia.

## Projetos

### Biblioteca online
A biblioteca online contém mais de 63.000 documentos relacionados a mais de 737 substâncias psicoativas, incluindo imagens, resumos de pesquisas, perguntas frequentes, artigos veiculados na mídia, relatórios de experiências, informações sobre química, dosagem, efeitos, leis, saúde, usos tradicionais e espirituais  de psicoativos e testagem de drogas. Dados de 2014 revelam que mais de 17 milhões de pessoas visitam o site a cada ano.
O site geralmente contém mais detalhes nas páginas listadas como plantas e substâncias químicas do que em outras seções. Também não possui informações abrangentes sobre os efeitos específicos da maioria dos produtos farmacêuticos. Essas informações podem aparecer em outras partes do site (vaults), onde é possível ler sobre as reações individuais das pessoas a várias substâncias químicas.

### Vaultsde experiência
O Erowid permite que os visitantes enviem descrições de suas próprias experiências com substâncias psicoativas para revisão e possível publicação nos vaults. O site afirma que eles dão boas-vindas a todas as perspectivas em relação à experiência psicoativa subjetiva, incluindo as reações positivas, negativas e neutras. Sua coleção consiste em mais de 30.000 relatórios editados, revisados e publicados, além de outros 55.000 relatórios não publicados ainda em revisão.

### Drugs Data / EcstasyData
Erowid também administra o EcstasyData.org, um laboratório independente de testagem de comprimidos, que é co-patrocinado pela IsomerDesign e DanceSafe, com o objetivo de monitorar a qualidade das pílulas de ecstasy  que circulam nas ruas americanas.
Lançado em julho de 2001, seu objetivo é coletar, gerenciar, revisar e apresentar resultados de testes de comprimidos de laboratório de várias organizações. Os comprimidos de ecstasy de rua podem ser enviados anonimamente a um laboratório licenciado pela DEA para testes e, em seguida, as fotos dos comprimidos e os resultados dos testes são publicados no site do projeto. O EcstasyData publicou resultados de testes para quase 3.000 amostras. Às vezes, os custos dos testes são cobertos pelo financiamento do projeto (quando disponível) e, outras vezes, por aqueles que enviam comprimidos para testes. Pelo menos um estudo publicado usa o EcstasyData.org como fonte primária de dados.

### Erowid Extracts
Erowid Extracts é o boletim semestral de membros da Erowid. Ele é publicado todos os anos desde 2001. Ele fornece atualizações sobre as atividades da organização, resultados de pesquisas realizadas no Erowid.org, relatórios de experiência, novos artigos sobre vários aspectos de plantas e drogas psicodélicas e psicoativas, e informações sobre cultura e eventos psicodélicos. Novas edições dos Erowid Extracts são enviadas aos membros, e edições anteriores estão disponíveis no site do Erowid.

### Biblioteca de Referência Psicoativa
Erowid e a Associação Multidisciplinar de Estudos Psicodélicos ( MAPS ) colaboraram em dois grandes projetos de banco de dados de referência. Erowid forneceu experiência e trabalho desenvolvendo e coordenando a construção de uma biblioteca on-line de referência de medicamentos psicoativos, e a MAPS publicou uma coleção semelhante

### Arquivamento de documentos
O Erowid Center também arquiva e fornece acesso a milhares de textos em suas bibliotecas online e físicas. Ao coletar e disponibilizar esses textos, eles tentam promover uma compreensão das mudanças de contextos em torno do uso de drogas psicoativas. Os principais projetos de arquivamento incluem a coleção Albert Hofmann, a coleção Myron Stolaroff e documentos de Alexander Shulgin.

## Críticas e debates
Devido à temática sobre drogas no Erowid.org, o site recebeu tanto elogios como críticas da mídia e de autoridades médicas. Edward Boyer, médico toxicologista, embora admita que  o Erowid tem uma infinidade de informações úteis, uma vez argumentou que o site pode causar mais danos do que benefícios aos usuários de drogas. Desde então, Boyer passou a admirar cautelosamente a o Erowid Earth e o Erowid Fire, e não se refere mais ao local como 'partidário', embora ele ainda argumente que Erowid minimiza os efeitos adversos e inclui muitos dados desonestos - e potencialmente prejudiciais - em sua busca por apresentar todos os lados. 'Erowid é muito abrangente e muitas informações estão corretas ao nível de que, a menos que você seja um especialista em toxicologia médica, poderá não notar informações perigosas trazidas ao público."
No contexto desse debate, o antropólogo Nicolas Langlitz argumentou que o Erowid às vezes também serve como um mecanismo de vigilância pós-mercado ou farmacovigilância em torno das substâncias ilícitas e experimentais.
O acesso ao Erowid está bloqueado na Rússia.